# Вічність (телесеріал)
«Вічність» (англ. Forever) — американський серіал каналу ABC, який був показаний в рамках телевізійного сезону 2014—2015 року. 7 травня 2015 року серіал закрили після одного сезону.

## Сюжет
| Сезон | Епізоди | Епізоди | Оригінальний показ | Оригінальний показ |
| Сезон | Епізоди | Епізоди | Перший показ       | Останній показ     |
| ----- | ------- | ------- | ------------------ | ------------------ |
| 1     | 22      | 22      | 9 жовтня 2014      | 5 травня 2015      |

Доктор Генрі Морґан працює судмедекспертом у міському морзі Нью-Йорка й уважається видатним фахівцем у цій царині. Його досвід такий великий, що в ряді випадків Морґанові не потрібно навіть проводити розтин тіла, щоб зрозуміти причину смерті, проте не лише це відрізняє нью-йоркського генія від багатьох інших судмедекспертів. Річ у тому, що самому Генрі Морґану ніяк не вдається померти. Ось уже понад 200 років щоразу після смерті він виявляється оголеним у водах Іст-Ривер і все починається спочатку. Генрі всіма силами намагається розгадати цю таємницю.

## У ролях
- Йоан Гріффідд — Генрі Морґан (лікар)
- Джадд Герш — Абраам Морґан (т. зв. прийомний син Генрі Морґана)
- Алана де ла Гарса — Джо Мартінес (детектив)
- Джоел Мур — Лукас Вол (судмедексперт)
- Донні Кешаварц — Майк Генсон (детектив)
- Маккензі Мозі — Ебіґейл Морґан (дружина Генрі Морґана)
- Лорейн Туссен — Джоана Ріс (лейтенант)